# Danh sách các kỷ lục cử tạ tại Đại hội Thể thao Đông Nam Á
Danh sách các kỷ lục cử tạ tại Đại hội Thể thao Đông Nam Á (SEA Games) là tổng hợp những thành tích cao nhất từng được xác lập ở môn cử tạ nam và nữ trong khuôn khổ các kỳ đại hội. Cử tạ là một trong những môn thể thao chính thức được tổ chức thường xuyên tại SEA Games kể từ năm 1961, với hệ thống hạng cân và nội dung thi đấu thay đổi theo thời kỳ, nhằm phù hợp với tiêu chuẩn quốc tế do Liên đoàn Cử tạ Thế giới (IWF) quy định.
Mỗi vận động viên có thể lập kỷ lục ở một trong ba nội dung: cử giật (snatch), cử đẩy (clean & jerk) và tổng cử (total). Kỷ lục được công nhận chính thức nếu đạt thành tích cao nhất trong điều kiện thi đấu hợp lệ tại SEA Games.

## Kỷ lục hiện tại

### Nam
Thống kê được cập nhật đến ngày 16 tháng 5 năm 2023
| Hạng cân | Thông số | Vận động viên         | Quốc gia  | Kì đại hội       | Ngày                | Nguồn             |
| 55 kg    | 55 kg    | 55 kg                 | 55 kg     | 55 kg            | 55 kg               | 55 kg             |
| -------- | -------- | --------------------- | --------- | ---------------- | ------------------- | ----------------- |
| Cử giật  | 122 kg   | Lại Gia Thành         | Việt Nam  | Philippines 2019 | 1 tháng 12 năm 2019 | [ 1 ]             |
| Cử đẩy   | 148 kg   | Lại Gia Thành         | Việt Nam  | Việt Nam 2021    | 19 May 2022         | [ 2 ]             |
| Tổng cử  | 268 kg   | Lại Gia Thành         | Việt Nam  | Việt Nam 2021    | 19 May 2022         | [ 2 ]             |
| 61 kg    |          |                       |           |                  |                     |                   |
| Cử giật  | 140 kg   | Eko Yuli Irawan       | Indonesia | Philippines 2019 | 2 tháng 12 năm 2019 | [ 1 ]             |
| Cử đẩy   | 170 kg   | Eko Yuli Irawan       | Indonesia | Campuchia 2023   | 13 May 2023         | [ cần dẫn nguồn ] |
| Tổng cử  | 309 kg   | Eko Yuli Irawan       | Indonesia | Philippines 2019 | 2 tháng 12 năm 2019 | [ 1 ]             |
| 67 kg    |          |                       |           |                  |                     |                   |
| Cử giật  | 143 kg   | Deni                  | Indonesia | Philippines 2019 | 3 tháng 12 năm 2019 | [ 1 ]             |
| Cử đẩy   | 176 kg   | Trần Minh Trí         | Việt Nam  | Campuchia 2023   | 14 tháng 5 năm 2023 | [ cần dẫn nguồn ] |
| Tổng cử  | 315 kg   | Deni                  | Indonesia | Philippines 2019 | 3 tháng 12 năm 2019 | [ 1 ]             |
| 73 kg    |          |                       |           |                  |                     |                   |
| Cử giật  | 156 kg   | Rizki Juniansyah      | Indonesia | Campuchia 2023   | 14 tháng 5 năm 2023 | [ cần dẫn nguồn ] |
| Cử đẩy   | 191 kg   | Rizki Juniansyah      | Indonesia | Campuchia 2023   | 14 tháng 5 năm 2023 | [ cần dẫn nguồn ] |
| Tổng cử  | 347 kg   | Rizki Juniansyah      | Indonesia | Campuchia 2023   | 14 tháng 5 năm 2023 | [ cần dẫn nguồn ] |
| 81 kg    |          |                       |           |                  |                     |                   |
| Cử giật  | 158 kg   | Rahmat Erwin Abdullah | Indonesia | Campuchia 2023   | 15 tháng 5 năm 2023 | [ cần dẫn nguồn ] |
| Cử đẩy   | 201 kg   | Rahmat Erwin Abdullah | Indonesia | Campuchia 2023   | 15 tháng 5 năm 2023 | [ cần dẫn nguồn ] |
| Tổng cử  | 359 kg   | Rahmat Erwin Abdullah | Indonesia | Campuchia 2023   | 15 tháng 5 năm 2023 | [ cần dẫn nguồn ] |
| 89 kg    |          |                       |           |                  |                     |                   |
| Cử giật  | 155 kg   | Nguyễn Quốc Toàn      | Việt Nam  | Campuchia 2023   | 16 tháng 5 năm 2023 | [ cần dẫn nguồn ] |
| Cử đẩy   | 190 kg   | Nguyễn Quốc Toàn      | Việt Nam  | Campuchia 2023   | 16 tháng 5 năm 2023 | [ cần dẫn nguồn ] |
| Tổng cử  | 345 kg   | Nguyễn Quốc Toàn      | Việt Nam  | Campuchia 2023   | 16 tháng 5 năm 2023 | [ cần dẫn nguồn ] |
| +89 kg   |          |                       |           |                  |                     |                   |
| Cử giật  | 155 kg   | Rungsuriya Panya      | Thái Lan  | Campuchia 2023   | 16 tháng 5 năm 2023 | [ cần dẫn nguồn ] |
| Cử đẩy   | 209 kg   | Trần Đình Thắng       | Việt Nam  | Campuchia 2023   | 16 tháng 5 năm 2023 | [ cần dẫn nguồn ] |
| Tổng cử  | 359 kg   | Trần Đình Thắng       | Việt Nam  | Campuchia 2023   | 16 tháng 5 năm 2023 | [ cần dẫn nguồn ] |

### Nữ
| Hạng cân | Thông số | Vận động viên         | Quốc gia    | Kì đại hội       | Ngày                | Nguồn             |
| 45 kg    | 45 kg    | 45 kg                 | 45 kg       | 45 kg            | 45 kg               | 45 kg             |
| -------- | -------- | --------------------- | ----------- | ---------------- | ------------------- | ----------------- |
| Cử giật  | 80 kg    | Khổng Mỹ Phượng       | Việt Nam    | Việt Nam 2021    | 19 tháng 5 năm 2022 | [ 2 ]             |
| Cử đẩy   | 96 kg    | Lisa Setiawati        | Indonesia   | Philippines 2019 | 1 tháng 12 năm 2019 | [ 1 ]             |
| Tổng cử  | 174 kg   | Thanyathon Sukcharoen | Thái Lan    | Việt Nam 2021    | 19 tháng 5 năm 2022 | [ 2 ]             |
| 49 kg    |          |                       |             |                  |                     |                   |
| Cử giật  | 88 kg    | Surodchana Khambao    | Thái Lan    | Việt Nam 2021    | 19 tháng 5 năm 2022 | [ 2 ]             |
| Cử đẩy   | 107 kg   | Surodchana Khambao    | Thái Lan    | Việt Nam 2021    | 19 tháng 5 năm 2022 | [ 2 ]             |
| Tổng cử  | 195 kg   | Surodchana Khambao    | Thái Lan    | Việt Nam 2021    | 19 tháng 5 năm 2022 | [ 2 ]             |
| 55 kg    |          |                       |             |                  |                     |                   |
| Cử giật  | 93 kg    | Sanikun Tanasan       | Thái Lan    | Việt Nam 2021    | 20 tháng 5 năm 2022 | [ 2 ]             |
| Cử đẩy   | 120 kg   | Hidilyn Diaz          | Philippines | Philippines 2019 | 2 tháng 12 năm 2019 | [ 1 ]             |
| Tổng cử  | 211 kg   | Hidilyn Diaz          | Philippines | Philippines 2019 | 2 tháng 12 năm 2019 | [ 1 ]             |
| 59 kg    |          |                       |             |                  |                     |                   |
| Cử giật  | 98 kg    | Elreen Ando           | Philippines | Campuchia 2023   | 14 tháng 5 năm 2023 | [ cần dẫn nguồn ] |
| Cử đẩy   | 118 kg   | Elreen Ando           | Philippines | Campuchia 2023   | 14 tháng 5 năm 2023 | [ cần dẫn nguồn ] |
| Tổng cử  | 216 kg   | Elreen Ando           | Philippines | Campuchia 2023   | 14 tháng 5 năm 2023 | [ cần dẫn nguồn ] |
| 64 kg    |          |                       |             |                  |                     |                   |
| Cử giật  | 104 kg   | Phạm Thị Hồng Thanh   | Việt Nam    | Việt Nam 2021    | 21 tháng 5 năm 2022 | [ 2 ]             |
| Cử đẩy   | 126 kg   | Phạm Thị Hồng Thanh   | Việt Nam    | Việt Nam 2021    | 21 tháng 5 năm 2022 | [ 2 ]             |
| Tổng cử  | 230 kg   | Phạm Thị Hồng Thanh   | Việt Nam    | Việt Nam 2021    | 21 tháng 5 năm 2022 | [ 2 ]             |
| 71 kg    |          |                       |             |                  |                     |                   |
| Cử giật  | 105 kg   | Vanessa Sarno         | Philippines | Campuchia 2023   | 15 tháng 5 năm 2023 | [ cần dẫn nguồn ] |
| Cử đẩy   | 135 kg   | Vanessa Sarno         | Philippines | Việt Nam 2021    | 21 tháng 5 năm 2022 | [ 2 ]             |
| Tổng cử  | 239 kg   | Vanessa Sarno         | Philippines | Việt Nam 2021    | 21 tháng 5 năm 2022 | [ 2 ]             |
| +71 kg   |          |                       |             |                  |                     |                   |
| Cử giật  | 123 kg   | Duangaksorn Chaidee   | Thái Lan    | Việt Nam 2021    | 22 tháng 5 năm 2022 | [ 2 ]             |
| Cử đẩy   | 156 kg   | Duangaksorn Chaidee   | Thái Lan    | Việt Nam 2021    | 22 tháng 5 năm 2022 | [ 2 ]             |
| Tổng cử  | 279 kg   | Duangaksorn Chaidee   | Thái Lan    | Việt Nam 2021    | 22 tháng 5 năm 2022 | [ 2 ]             |